# Cristina Gajoni
Maria Cristina Gajoni, talvolta accreditata come Cristina Gaioni e Cristina Gaioni Visentin (Milano, 4 novembre 1940) è un'attrice ed ex modella italiana.

## Biografia
Figlia del pittore Adriano Gajoni, forte di un fisico da pin-up, inizia da giovane la carriera negli anni cinquanta come fotomodella, effettuando anche alcune partecipazioni in film come comparsa; nel frattempo frequenta un corso di recitazione al Piccolo Teatro di Milano. Dopo essersi trasferita a Roma, debutta come attrice nel 1959 nel film Un maledetto imbroglio di Pietro Germi; in breve tempo viene soprannominata dai giornalisti "la Brigitte Bardot italiana", per la sua somiglianza con l'attrice francese. Nel 1960 vince il Nastro d'argento alla migliore attrice non protagonista per la pellicola Nella città l'inferno di Renato Castellani.
Nel decennio successivo partecipa alla vita mondana della capitale, essendo spesso presente al Piper Club e diventando amica di Patty Pravo; nel 1969 sposa Alberto Visentin, tastierista del complesso The Pipers, che accompagna la cantante veneziana. Nel 1967 incide un disco per la Ricordi insieme al gruppo beat I Grilli, con i brani L'ultimo re/È la storia di uno che. Negli anni settanta prosegue la carriera di attrice apparendo in varie pellicole.

## Filmografia

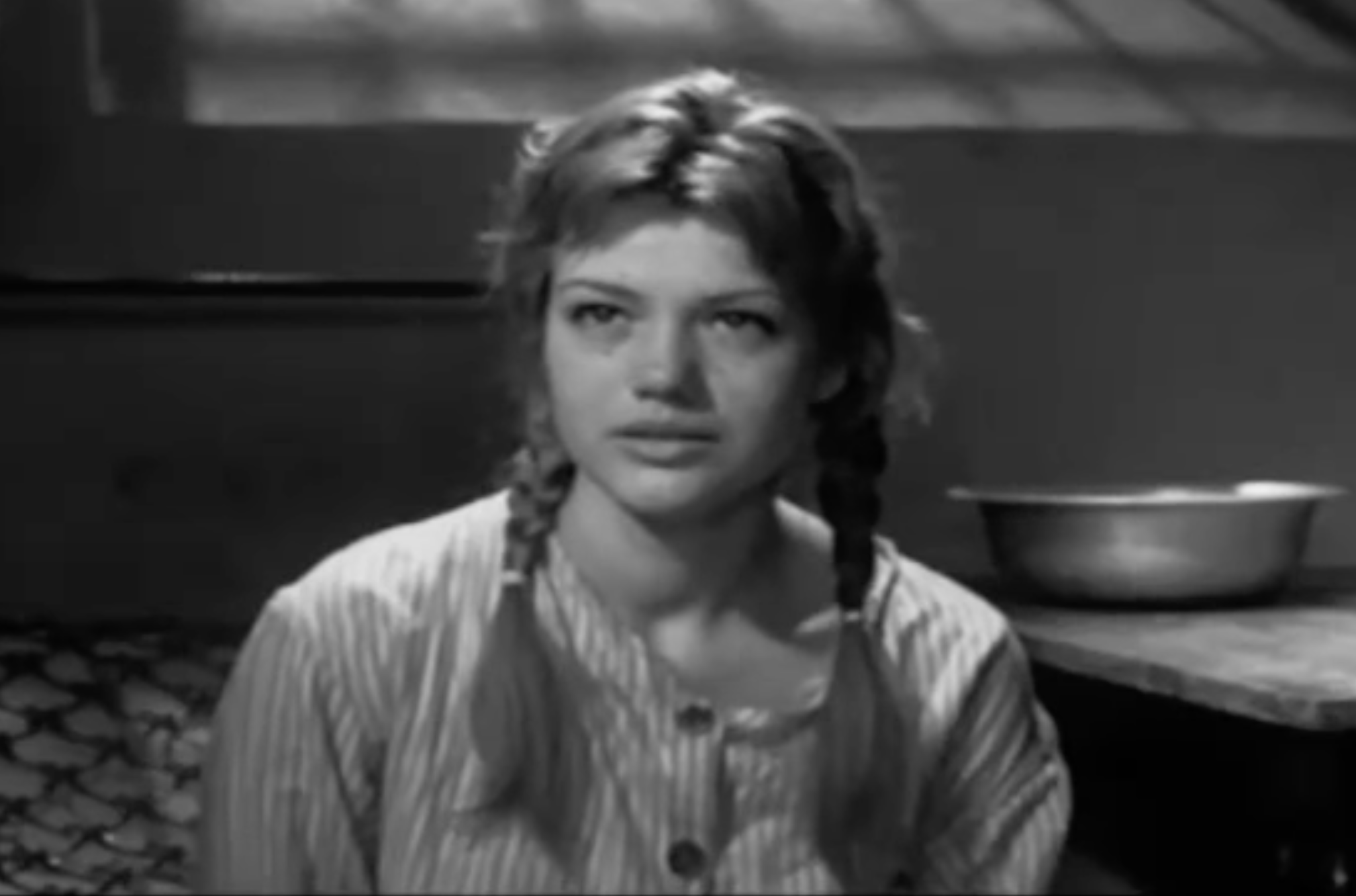
Cristina Gajoni nel film Nella città l'inferno (1959)

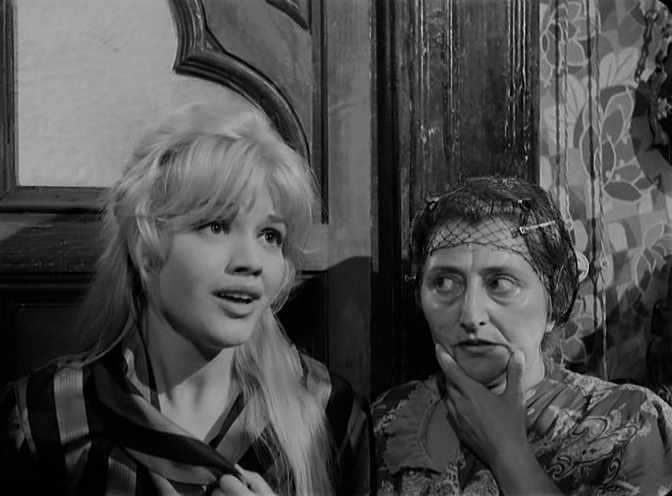
Cristina Gajoni (a sinistra) in Un maledetto imbroglio (1958)

- La tempesta, regia di Alberto Lattuada (1958)
- Un maledetto imbroglio, regia di Pietro Germi (1959)
- Nella città l'inferno, regia di Renato Castellani (1959)
- La casa sul fiume (Guinguette), regia di Jean Delannoy (1959)
- Arrangiatevi, regia di Mauro Bolognini (1959)
- Letto a tre piazze, regia di Steno (1960)
- Via Margutta, regia di Mario Camerini (1960)
- L'assassino, regia di Elio Petri (1961)
- Ursus, regia di Carlo Campogalliani (1961)
- Gioventù di notte, regia di Mario Sequi (1961)
- Il re di Poggioreale, regia di Duilio Coletti (1961)
- Le massaggiatrici, regia di Lucio Fulci (1962)
- L'ira di Achille, regia di Marino Girolami (1962)
- I tre nemici, regia di Giorgio Simonelli (1962)
- Dieci italiani per un tedesco (Via Rasella), regia di Filippo Walter Ratti (1962)
- Ultimatum alla vita, regia di Renato Polselli (1962)
- Il figlio dello sceicco, regia di Mario Costa (1962)
- Il successo, regia di Mauro Morassi (1963)
- Le verdi bandiere di Allah, regia di Giacomo Gentilomo e Guido Zurli (1963)
- Via Veneto, regia di Giuseppe Lipartiti (1964)
- Squillo, regia di Mario Sabatini (1965)
- L'incendio di Roma, regia di Guido Malatesta (1965)
- Le notti della violenza, regia di Roberto Mauri (1965)
- Spia spione, regia di Bruno Corbucci (1966)
- Furia a Marrakech, regia di Luciano Martino (1966)
- La battaglia dei Mods, regia di Franco Montemurro (1966)
- Una jena in cassaforte, regia di Cesare Canevari (1968)
- Per amore o per forza, regia di Massimo Franciosa (1971)
- Il mostro è in tavola... barone Frankenstein (Flesh for Frankenstein), regia di Paul Morrissey (1973)
- Diario segreto da un carcere femminile, regia di Rino Di Silvestro (1973)
- Prostituzione, regia di Rino Di Silvestro (1974)
- Attenti al buffone, regia di Alberto Bevilacqua (1975)
- Willy Signori e vengo da lontano, regia di Francesco Nuti (1989)
- Camerieri, regia di Leone Pompucci (1995)

## Doppiatrici italiane
- Maria Pia Di Meo in Un maledetto imbroglio, Arrangiatevi, Letto a tre piazze, Il re di Poggioreale, L'ira di Achille
- Deddi Savagnone in Nella città l'inferno
- Rita Savagnone in La casa sul fiume
- Luisella Visconti in I tre nemici
- Fiorella Betti in Il figlio dello sceicco
- Flaminia Jandolo in Furia a Marrakech
- Serena Verdirosi in Per amore o per forza

## Varietà televisivi Rai
- Sentimentale, varietà musicale di Dino Verde, Marcello Ciorciolini e Aldo Nicolaj presentato da Cristina Gajoni e Riccardo Garrone, orchestra di Lelio Luttazzi regia di Anton Giulio Majano, trasmesso giugno 1960

## Discografia

### 45 giri
- 1967: L'ultimo re/È la storia di uno che (Dischi Ricordi, SRL 10.458)